# Theodor Meyer (Landrat)
Johann Theodor Meyer (* 16. Februar 1806 in Westen, Kurhannover; † 13. August 1893 in Hannover) war ein deutscher Verwaltungsbeamter.

## Leben
Theodor Meyer studierte an der Georg-August-Universität Göttingen Rechtswissenschaft. 1847 wurde er Mitglied des Corps Bremensia Göttingen. Nach dem Studium trat er in den Staatsdienst des Königreichs Hannover. 1869 wurde er Amtshauptmann des Amtes Norden, eines Vorläufers des Kreises Norden. 1879 wechselte er als Kreishauptmann in den Kreis Leer. Mit Umsetzung der Kreisordnung für die Provinz Hannover von 1884 wurde er 1885 erster Landrat des neu geschaffenen Kreises Leer. Das Amt hatte er bis zu seinem Tod inne.